# Timoteo de Mileto

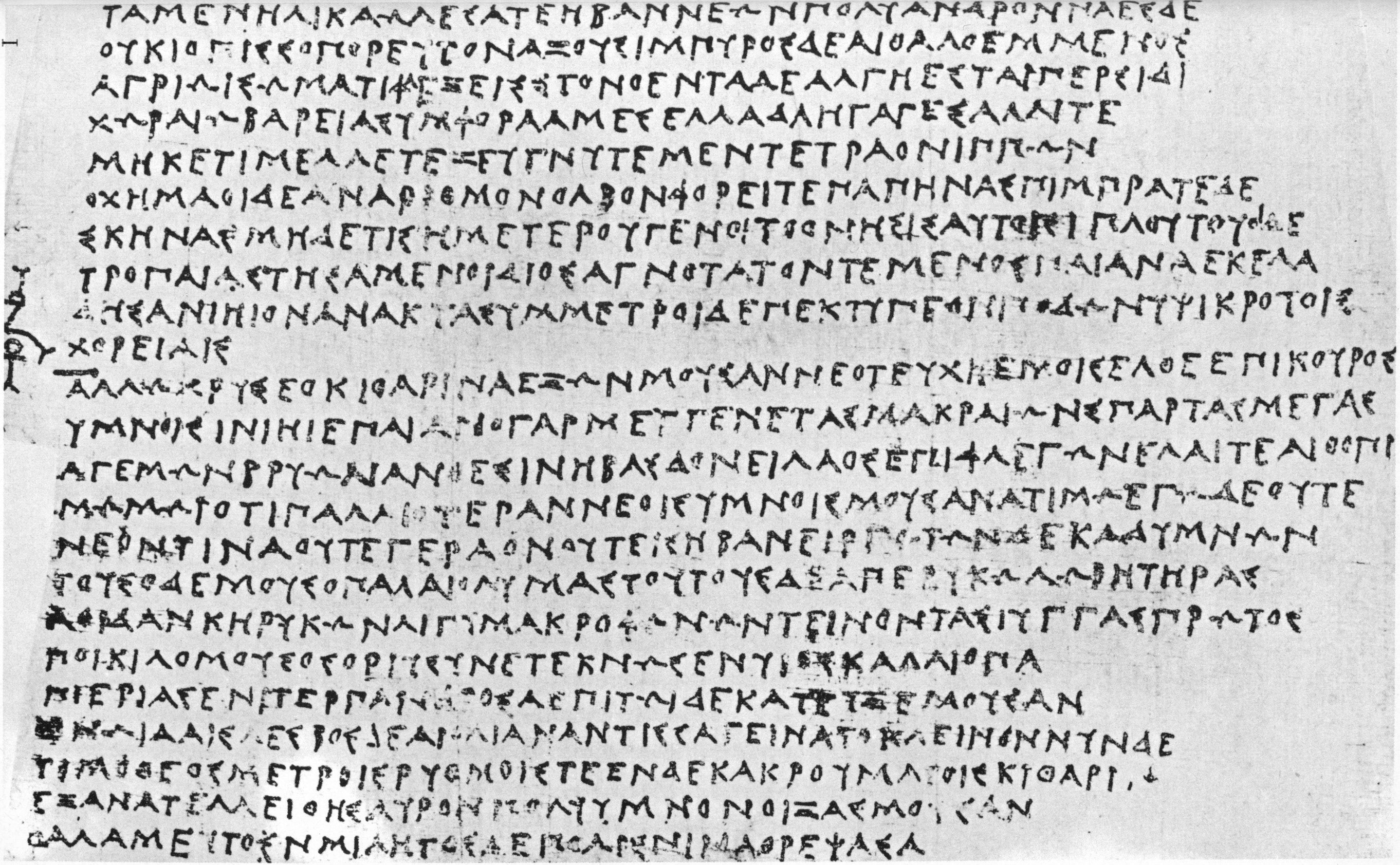
Fragmento de Los persas en un papiro del Aparentemente son tablaturas, como las que se utilizan hoy en día.

Timoteo de Mileto (en griego antiguo: Τιμόθεος ὁ Μιλήσιος) fue un músico griego y poeta ditirámbico, que vivió entre los años 446 al 357 a. C. Componía trabajos musicales de carácter mitológico e histórico.
Era considerado un exponente de la «música nueva». Añadió una o más cuerdas a la lira, por lo cual fue criticado por algunos espartanos y atenienses, quizá por la transgresión de un número que «contradecía las leyes divinas».
Algunos de los fragmentos de Timoteo sobreviven, y fueron publicados en 1962 por Denys Page en Poetae Melici Graeci.
Un fragmento de sus Persas (uno de los más viejos papiros en existencia), fue descubierto en Abusir y publicado por Ulrich von Wilamowitz-Moellendorff en 1903, con discusión sobre métricas, número de cuerdas de la lira y fecha.